# نادي بويبلا
نادي بويبلا هو نادي كرة قدم في المكسيك تأسس في 7 مايو 1944 يقع في مدينة بويبلا. يلعب في الدوري المكسيكي الممتاز. يدربه ريكاردو فالينيو. تعود ملكية النادي لخيسوس لوبيز تشارغوي.

## روابط خارجية
- الموقع الرسمي